# Mere roșii
Mere roșii este un film românesc din 1976 regizat de Alexandru Tatos. Rolurile principale au fost interpretate de actorii Mircea Diaconu, Ion Cojar, Angela Stoenescu, Carmen Galin.
Filmul spune povestea tânărului medic urolog Mitică Irod, care intră în conflict cu directorului spitalului în care lucra, din cauza succeselor sale. După ce operația unui bătrân venit din Buzău eșuează, acesta decedând, directorul Mitroi vrea să îl mute disciplinar într-un alt spital. Tânărul medic este susținut de ceilalți doctori din spital, iar în final reușește să îl opereze pe tânărul Gică.

## Distribuție
Distribuția filmului este alcătuită din:
- Mircea Diaconu — dr. Mitică Irod, medic chirurg
- Ion Cojar — dr. Mitroi, directorul adjunct al spitalului
- Angela Stoenescu — Suzi, asistentă medicală
- Carmen Galin — Alice, profesoară de psihologie la liceul local
- Emilia Dobrin — dr. Năstăsescu
- Ernest Maftei — bătrânul Ion Gheghe, veteran de război originar din Buzău
- Florin Zamfirescu — Gică, tânăr pacient operat de Irod
- Mitică Popescu — procurorul Popovici
- Vasile Cosma — tânărul Ion Gheghe, nepotul veteranului
- Constantin Petrescu — Pandele
- Rodica Radu
- Melania Ursu — soția tânărului Gheghe
- Gheorghe M. Nuțescu (menționat Gheorghe M. Nițescu)
- Valeriu Paraschiv — medic
- Doris Bogdan
- Temistocle Popa — medic
- George Gherasim
- Rodica Dianu
- Florin Pucă — pacientul preot
- Sibila Oarcea
- Dumitru Moțoc
- Maria Ancuța
- Sandu Constantin
- Nelu Constantin
- Ioan Sandu
- Maria Sigheti
- Gheorghe Năstase

## Primire
Filmul a fost vizionat de 1.814.965 de spectatori în cinematografele din România, după cum atestă o situație a numărului de spectatori înregistrat de filmele românești de la data premierei și până la data de 31 decembrie 2014 alcătuită de Centrul Național al Cinematografiei.